# Let There Be Love (bài hát năm 1940)
"Let There Be Love" là một bài hát nổi tiếng với âm nhạc từ Lionel Rand và lời của Ian Grant, phát hành năm 1940. Bài hát rất nổi tiếng và được cover lại bởi nhiều nghệ sĩ, nổi bật là Nat King Cole (1962, một đĩa đơn hit ở Anh).